# Mesoleptus tribulator
Mesoleptus tribulator là một loài tò vò trong họ Ichneumonidae.